# SEGA feat. HATSUNE MIKU Project
- ピアプロキャラクターズ > 初音ミク > 初音ミクのメディア展開 > SEGA feat. HATSUNE MIKU Project

SEGA feat. HATSUNE MIKU Project（セガ フィーチャリング はつねミク プロジェクト）とは、セガと初音ミク（クリプトン・フューチャー・メディア）のコラボレーションプロジェクト。

## 概要
2007年9月、セガがクリプトン社に「初音ミクのゲーム企画」を打診。クリプトンの音声合成プロジェクト責任者・佐々木渉（wat)によると、「東京ゲームショウ2007」の現場から電話でゲーム化の話を持ちかけられて熱く語られたが、会場の爆音で殆ど聞き取れず、実際に会ってゆっくり話そうという流れになったとのこと。
しかし当時のセガは初音ミクをどう扱えばいいか分からず、恋愛ゲームや育成ゲーム（企画候補名：歌姫育成計画）、ミクが様々な登場人物と関わっていくストーリー有りのリズムゲームなど、企画の方向性を巡ってクリプトン側とも議論を重ね、しばらく試行錯誤することになり、2008年5月に正式プロジェクトとして発足する。
2008年8月29日、PSP用リズムゲーム『初音ミク -Project DIVA-（仮称）』の制作が発表。本作は2009年7月2日に発売され、その後の初音ミクの進化に繋がる重要な布石となった。なお、プロジェクトのアニバーサリー（周年記念日）は『DIVA』の発売日からカウントされている。
セガは『DIVA』以後も初音ミクのメディアミックスに一部携わっており、ゲームやライブ、グッズを展開している。
2009年12月24日に公式ブログ『週刊ディーヴァ・ステーション』がオープン。当初は『DIVA』の情報サイトだったが、現在ではプロジェクト全体の情報を発信している。
2020年、開発体制にCraft Eggを迎えて誕生したソーシャルゲーム「プロジェクトセカイ カラフルステージ！ feat. 初音ミク」がリリース。クリプトン社はプロデューサーに近い立場でプロセカの立ち上げから深く関与している。

## ゲーム

### 初音ミク -Project DIVA-シリーズ
- 初音ミク -Project DIVA-（2009年7月2日、PSP）
- 初音ミク -Project DIVA- 2nd（2010年7月19日、PSP）
- 初音ミク -Project DIVA- Arcade（2010年6月23日、アーケード）
- 初音ミク -Project DIVA- ドリーミーシアター（2010年6月24日、PS3）
- 初音ミク -Project DIVA- ドリーミーシアター 2nd（2011年8月4日、PS3）
- 初音ミク -Project DIVA- extend（2011年11月10日、PSP）
- 初音ミク -Project DIVA- f（2012年8月30日、PS Vita）
- 初音ミク -Project DIVA- ドリーミーシアター extend（2012年9月13日、PS3）
- 初音ミク -Project DIVA- F（2013年3月7日、PS3）
- 初音ミク -Project DIVA- Arcade Future Tone（2013年11月21日、アーケード）
- 初音ミク -Project DIVA- F 2nd（2014年3月27日、PS3・PS Vita）
- 初音ミク -Project DIVA X-（2016年3月24日、PS Vita）
- 初音ミク Project DIVA Future Tone（2016年6月23日、PS4）
- 初音ミク -Project DIVA X HD-（2016年8月25日、PS4）
- 初音ミク Project DIVA Future Tone DX（2017年11月22日、PS4）
- 初音ミク Project DIVA MEGA 39's（2020年2月13日、Switch）
- 初音ミク Project DIVA MEGA 39's+ (2022年5月27日、Steam)

### 初音ミク Project miraiシリーズ
- 初音ミク and Future Stars Project mirai（2012年3月8日、3DS）
- 初音ミク Project mirai 2（2013年11月28日、3DS）
- 初音ミク Project mirai でらっくす（2015年5月28日、3DS）

### 単発系・ソーシャルゲーム
- ミクフリック（iOS）
- ミクフリック/02（iOS）
- 初音ミク ライブステージ プロデューサー（Android・iOS）
- 初音ミク VRフューチャーライブ（PS VR）
- プロジェクトセカイ カラフルステージ! feat. 初音ミク（Android・iOS）

## 主なイベント
セガが関係するイベント。
- ミクFES'09(夏)：協力
- ミクの日感謝祭 39's Giving Day：主催
- 初音ミク ライブパーティー：協力（2011、2013）
- ミクの日大感謝祭：主催（MAGESと共催）
  - 初音ミクライブパーティー2012（ミクパ♪）
  - 初音ミクコンサート 最後のミクの日感謝祭
- Project DIVA発売記念イベント
  - 夏の終わりの39祭り‐水と光と音のスペシャルステージ‐
  - 初音ミク ミニライブ DAIBA de DIVA：主催
  - 初音ミク -Project DIVA- F　× 千本桜 in JOYPOLIS　　..他
- 初音ミク「マジカルミライ」：協力
- HATSUNE MIKU EXPO：協賛
- プロジェクトセカイ 感謝祭：主催（カラパレと共催）
- プロジェクトセカイ COLORFUL LIVE：主催（クリプトン、カラパレと共催）
- セカイシンフォニー：特別協力